# Мадарьяга, Изабель де
Изабе́ль де Мадарья́га, также Исабель де Мадариага (исп. Isabel de Madariaga; 27 августа 1919, Глазго — 17 июня 2014, Лондон) — профессор славистики Лондонского университета, автор многочисленных исследований по истории России; дочь известного испанского дипломата Сальвадора де Мадарьяга.

## Биография
Родилась в Глазго в семье испанского дипломата Сальвадора де Мадарьяга и шотландского историка Констанции Арчибальд; сестра — писательница Нивз Мэтьюз (Nieves Mathews, мать известного испанского политического деятеля Хавьера Солана).
- Почётный профессор (Professor Emeritus) славистики Лондонского университета, специалист по истории России, в частности по эпохе правления Екатерины II[4], а также по истории российско-британских отношений[2].
- Автор многочисленных предисловий к периодическим изданиям, освещающим вопросы политики и истории[5].
- Изабель де Мадарьяга писала на английском, французском и испанском языках.

В 1943—1976 была замужем за историком Леонардом Шапиро.

## Публикации на русском языке
- Мадариага, Исабель де. Россия в эпоху Екатерины Великой. — М.: Новое литературное обозрение, 2002. — 973, [2] с. — (Historia Rossica). — ISBN 5-86793-182-X.
- Мадариага, Исабель де. Екатерина Великая и её эпоха / [Пер. с англ. Нины Лужецкой]. — М.: Омега, 2006. — 446 с.: ил. — (Загадочная Россия. Новый взгляд. Йельский университет. Опыт объективного исследования). — ISBN 5-465-00976-4.
- Мадариага, Исабель де. Иван Грозный: Первый русский царь. — М.: Омега, 2007. — 605 с.: ил. — (Загадочная Россия. Новый взгляд. Йельский университет. Опыт объективного исследования). — ISBN 978-5-465-01190-7.